# Gewone citroenzweefvlieg
De gewone citroenzweefvlieg (Xanthogramma pedissequum) is een vliegensoort uit de familie van de zweefvliegen (Syrphidae). De wetenschappelijke naam van de soort is voor het eerst geldig gepubliceerd in 1776 door Harris.

## Afbeeldingen

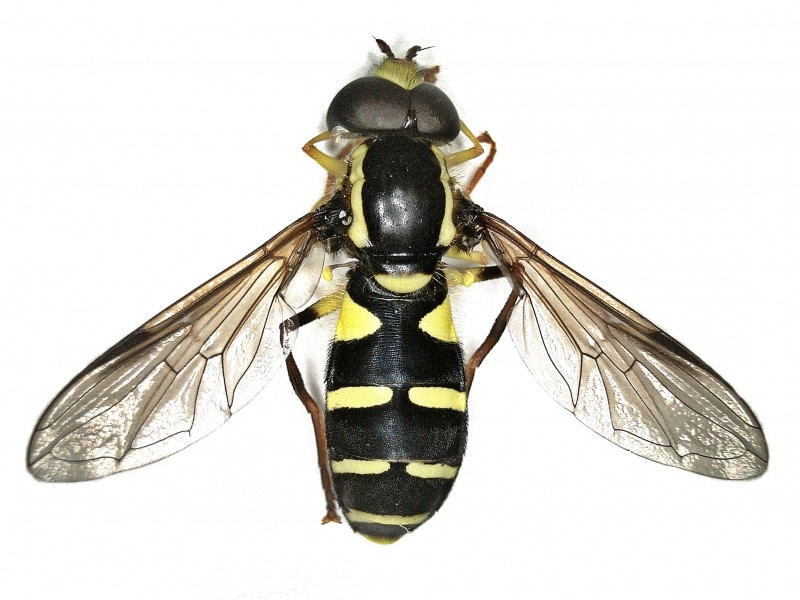
bovenkant
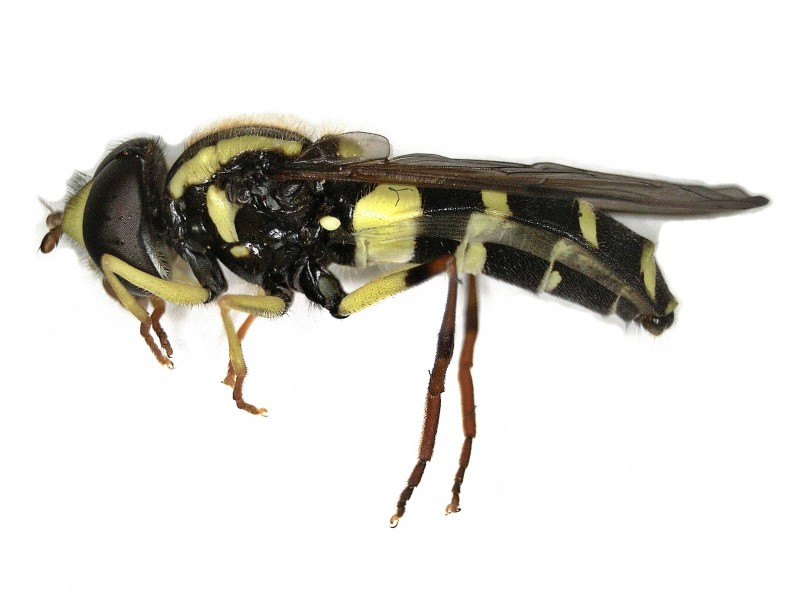
zijkant
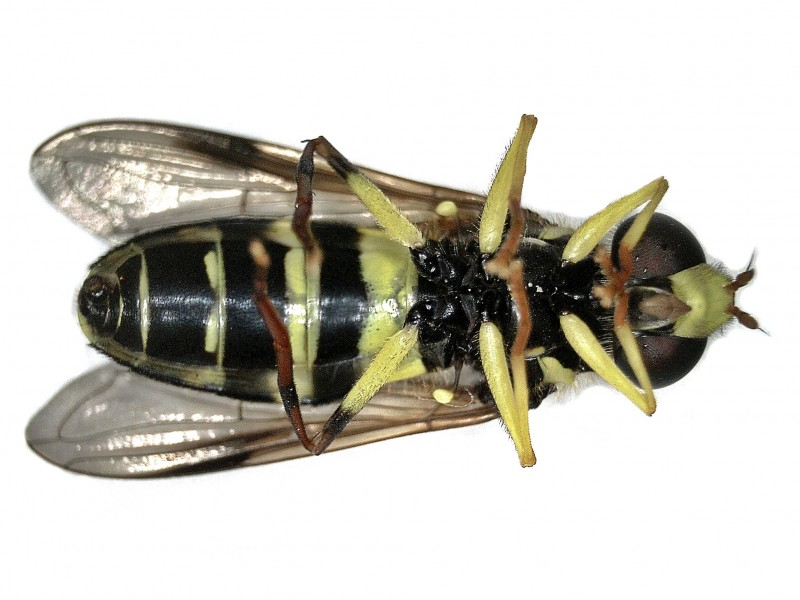
onderkant
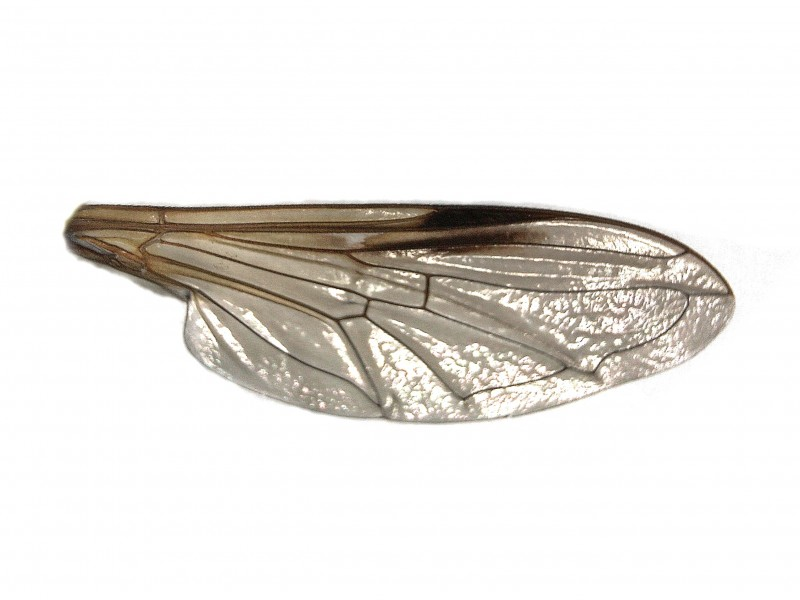
vleugel